# Hofkriegsrat

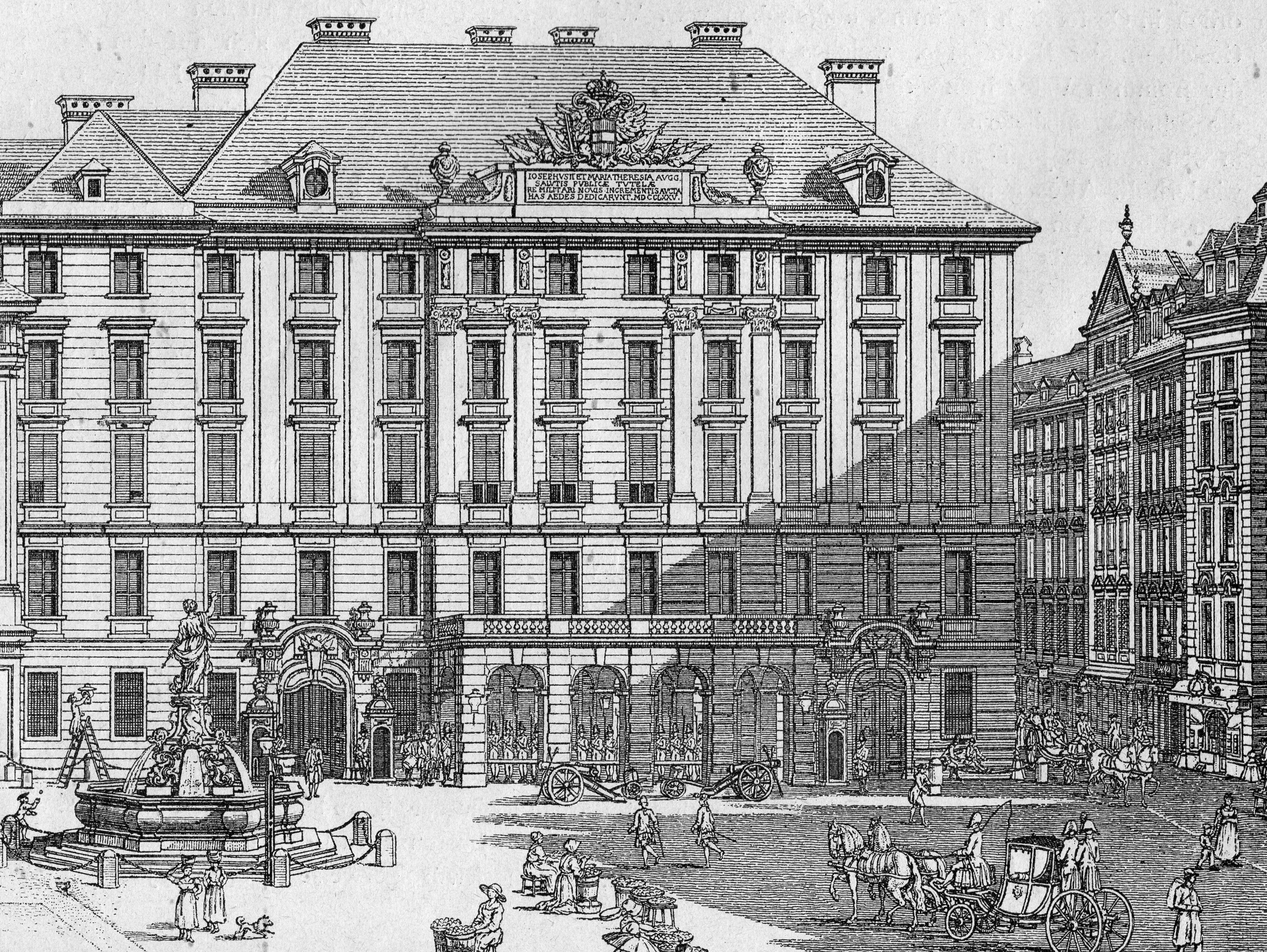
Sede del Hofkriegsrat en Viena, 1775

El Hofkriegsrat (o Consejo Áulico de Guerra, a veces Consejo de Guerra Imperial) fue la máxima autoridad militar central de la monarquía Habsburgo desde su establecimiento en 1556 hasta la creación del ministerio de la guerra austrohúngaro. Se hallaba localizado en Viena, directamente supeditado al emperador.

## Historia
Los primeros consejos permanentes de la guerra en la corte Habsburgo datan del reinado del emperador Maximiliano I, desde aproximadamente 1500. Fundado en 1556 durante el reinado de su nieto el emperador Fernando I, el Steter Kriegsrat fue un consejo de cinco generales y altos funcionarios para controlar las finanzas del ejército y los nombramientos militares. También recibió la autoridad civil y militar de la región fronteriza de Croacia. Con el establecimiento de un ejército permanente imperial en el siglo XVII, el Hofkriegsrat se convirtió en el aparato burocrático del mismo, sirviendo como agencia administrativa militar central y cancillería, asesorando al emperador y coordinado los ejércitos austríacos. Además, diría las relaciones con el imperio otomano y la administración de la Frontera Militar (Militärgrenze).
Todos los generales, excepto el rango excepcional de generalissimo, debían solicitar autorización del Hofkriegsraf para cualquier decisión estratégica, política que garantizaba la coordinación del ejército pero que convirtió la maquinaria bélica austríaca en un aparato lento frente a adversarios agresivos como el rey prusiano Federico el Grande. El emperador José II, dentro de su política reformista, centralizó aún más el organismo y lo dotó de autoridad suprema sobre todas las ramas de la administración militar. Cuándo el reformista archiduque Carlos de Austria-Teschen fue nombrado presidente del Hofkriegsrat por el emperador Francisco II en 1801, dividió la agencia en tres departamentos, responsables de temas militares, judiciales y administrativos.
Tras las Guerras napoleónicas, el Hofkriegsrat, fue uno de cuatro Consejos Estatales (Staatsrat), supervisando los temas militares en nombre del emperador de Austria. Su burocracia era características y las decisiones solían dilatarse por debates internos y necesidad de aprobaciones jerárquicas.  Mientras que el presidente del consejo era siempre un militar, a menudo los diferentes departamentos estaban dirigidos por civiles y había tensión entre ellos. Los militares solían protestar por lo que Radetzky más tarde llamaría un "despotismo civil". Un problema adicional se presentó por las tendencias en otros países, dado que el Alto Mando militar fue ganando importancia (notablemente en el rival, Prusia), mientras que en Austria era solo una sección subordinada del Hofkriegsrat
Durante los crecientes problemas nacionalistas que llevaron a las revoluciones de 1848, el Hofkriegsrat dudó de la fidelidad de unidades con lealtades sospechosas. En 1833 declaró que todos los  soldados en el ejército imperial afiliados al movimiento nacionalista joven Italia de Mazzini eran culpable de traición alta y debían ser juzgados ante una corte marcial. En la década de 1840 extendió sus dudas incluso al tradicionalmente leal sur eslavo y sus unidades locales (Grenzer) pero determinó que probablemente seguirían órdenes, especialmente contra un hipotético enfrentamiento con húngaros.
Con efecto del 1 de junio de 1848 el Hofkriegsrat fue convertido en el Ministerio austriaco de la Guerra. Según el Compromiso de 1867,  este pasó a ser uno  de los tres ministerios comunes de la monarquía dual.

## Presidentes
1. Ritter Ehrenreich von Königsberg 1556-1560
2. Gebhard Freiherr von Welzer 1560-1566
3. Georg Teufel, Freiherr von Guntersdorf 1566-1578
4. Wilhelm Freiherr von Hofkirchen 1578-1584
5. David Ungnad, Freiherr von Weißenwolf 1584-1599
6. Melchior von Redern 1599-1600
7. Conde Karl Ludwig Sulz 1600-1610
8. Hans Freiherr von Mollard 1610-1619
9. Johann Kaspar von Stadion 1619-1624
10. Ramboldo, Conde de Collalto 1624-1630
11. Hans Christoph Freiherr von Löbel 1630-1632
12. Heinrich Schlick 1632-1649
13. Wenzel Fürst Lobkowitz, Duque de Sagan 1649-1665
14. Annibale (Aníbal), Príncipe Gonzaga 1665-1668
15. Raimondo Montecuccoli 1668-1681
16. Hermann de Baden-Baden 1681-1691
17. Ernst Rüdiger von Starhemberg 1692-1701
18. Heinrich, Conde Mansfeld, Príncipe de Fondi 1701-1703
19. Eugenio, Príncipe de Saboya 1703-1736
20. Dominik von Königsegg-Rothenfels 1736-1738
21. Johann Philipp von Harrach 1738-1761
22. Conde Leopold Joseph von Daun 1762-1766
23. Conde Franz Moritz von Lacy 1766-1774
24. Conde Andreas Hadik von Futak 1774-1790
25. Conde Michael Joseph Wallis 1791-1796
26. Friedrich Moritz, Conde Nostitz-Rieneck 1796
27. Conde Ferdinand Tige 1796-1801
28. Archiduque Carlos, Duque de Teschen 1801-1809
29. Conde Heinrich von Bellegarde 1809-1813
30. Carlos Felipe, Príncipe de Schwarzenberg 1814-1820
31. Conde Heinrich von Bellegarde 1820-1825
32. Friedrich Franz Xaver Príncipe de Hohenzollern-Hechingen 1825-1830
33. Conde Ignaz Gyulai 1830-1831
34. Conde Johann Maria Philipp Frimont 1831
35. Ignaz Graf Hardegg 1831-1848
36. Conde Karl Ludwig von Ficquelmont 1848

## En la cultura popular
En la obra de Tolsói Guerra y Paz, el príncipe Nikolai Andreevich Bolkonski, un agente ruso retirado, lo llama el Hof-kriegs-wurst-schnapps-rat como broma, añadiendo las palabras alemanas Wurst (salchicha) y Schnapps (bebida alcohólica).
". . .Y aquello es para todo el mundo como el antiguo Hofkreigsrath austríaco, según lo que  puedo juzgar de asuntos militares. Sobre el papel papel,  habían batido a Napoleón y le habían tomado prisionero y en sus planes trabajaron todo de la forma más inteligente. Pero mira, el General Mack se rindió con todo su ejército -- jejeje. . ."—Porfiry Petrovitch (Crimen y Castigo, Dostoevsky)